# Foreste di conifere del Tian Shan
L'ecoregione delle foreste di conifere del Tian Shan (codice ecoregione: PA0521) comprende la «cintura forestale» della catena montuosa del Tian Shan - generalmente sui versanti rivolti a nord, che ricevono abbastanza umidità e sono abbastanza caldi da consentire agli alberi di crescere. Questa cintura di conifere è situata per lo più ad un'altitudine compresa tra 1500 e 2700 metri.

## Geografia
L'ecoregione si estende a macchia di leopardo, attraverso la catena principale del Tian Shan, per una lunghezza di circa 2000 km, dal Kirghizistan occidentale allo Xinjiang orientale, in Cina. La fascia forestale di conifere si sviluppa sui versanti esposti a nord, ad altitudini che vanno dai 1500 metri (al di sotto dei quali il clima è troppo secco per consentire lo sviluppo delle conifere) ai 2700 metri (al di sopra dei quali fa troppo freddo). I vari settori discontinui dell'ecoregione tendono ad allungarsi lungo creste alte in media 4000 metri: una delle sezioni più vaste si avvolge attorno al lago Issyk-Kul'. In linea di massima, al di sotto della fascia forestale si estende la steppa, mentre al di sopra si sviluppano i prati alpini, con occasionali arbusti di ginepri nani.

## Clima
Il clima dell'ecoregione è di tipo semiarido freddo (BSk secondo la classificazione dei climi di Köppen). Questo clima è generalmente caratterizzato da precipitazioni maggiori di quelle del deserto vero e proprio, nonché da temperature più fredde.

## Flora e fauna
La specie di conifera prevalente in queste foreste è l'abete rosso asiatico (Picea schrenkiana), che di solito forma boschetti costituiti da alberi della stessa specie. Ad altitudini inferiori, misti agli abeti rossi, si incontrano anche pioppi tremuli; in questo piano altitudinale, la fascia forestale presenta un sottobosco di arbusti, graminacee e piante erbacee che si sviluppano all'ombra della volta. Betulle, salici e sorbi crescono ad altitudini più elevate.
Il massimo predatore dell'ecoregione è il raro leopardo delle nevi (Panthera uncia), che dà la caccia prevalentemente a pecore e capre selvatiche, come lo stambecco siberiano (Capra sibirica) e l'argali (Ovis ammon).

## Popolazione
L'ecoregione delle foreste di conifere del Tian Shan è caratterizzata da una bassa densità di popolazione, soprattutto nelle aree di alta quota dove predominano le foreste. Le comunità umane sono prevalentemente costituite da popolazioni kirghise, kazake, uigure e, nella sezione cinese, anche da han e altri gruppi etnici. Gli insediamenti permanenti si trovano soprattutto nelle vallate e ai margini delle foreste, mentre le aree forestali più interne e di difficile accesso sono frequentate soprattutto da pastori nomadi o seminomadi che praticano la transumanza di yak, cavalli, capre e pecore. Le attività economiche tradizionali sono principalmente l'allevamento e, in misura minore, la raccolta di prodotti forestali come funghi, bacche e pigne. L'impatto antropico sulle foreste è stato storicamente limitato, ma negli ultimi decenni, in alcune zone, l'aumento della popolazione, la conversione di aree forestali a pascolo o agricoltura e lo sfruttamento del legname stanno esercitando pressioni crescenti sull'ecosistema.